# Barbalhoa licina
Barbalhoa licina är en stekelart som beskrevs av Marsh 2002. Barbalhoa licina ingår i släktet Barbalhoa och familjen bracksteklar. Inga underarter finns listade.